# George Barr McCutcheon
George Barr McCutcheon, född 26 juli 1866, död 23 oktober 1928, var en amerikansk romanförfattare och dramatiker. Hans mest kända verk är romanserien som utspelar sig i det fiktiva östeuropeiska landet Graustark samt Brewster's Millions, 1902 som har omarbetats till en pjäs och har filmatiserats ett flertal gånger, bland annat 1985 som Brewsters miljoner.
McCutcheon föddes i Tippecanoe County, Indiana. Under McCutcheons barndom hade hans far flera olika jobb som krävde att han reste runt i Indiana. McCutcheon studerade vid Purdue University och var där rumskamrat med den kommande författaren George Ade. Under studietiden var han redaktör för Lafayette Daily Courier och skrev en serie satiriska romaner om livet i Wabash River.
Trots att McCutcheon blev känd för Graustarkserien (den första romanen gavs ut 1901), ogillade han att hamna i facket som romantiker och föredrog att bli identifierad med sin dramatik.
Han var äldre bror till serietecknaren John T. McCutcheon.